# Hubert Neuper
Hubert Neuper (n. 29 septembrie 1960, Bad Aussee, Stiria, Austria) este un săritor cu schiurile austriac, medaliat olimpic. A participat la o ediție a Jocurilor Olimpice (1980) în care a câștigat o medalie de argint.

## Participări
Lista de mai jos prezintă principalele competiții la care a participat Hubert Neuper de-a lungul carierei.
- ski jumping at the 1980 Winter Olympics – large hill individual[*]